# Estación de Guildwood
Guildwood es una estación de tren GO Transit en Toronto, Ontario, Canadá. Está ubicado en la Kingston Road en el barrio Guildwood del distrito de Scarborough. La estación está situada en la subdivisión CN Kingston. Es una parada en la línea Lakeshore East y también para los servicios entre ciudades de Via Rail mediante el Corredor que van desde Toronto a Ottawa y Montreal.

## Historia
La estación fue inaugurada el 4 de abril de 1967 por la Canadian National Railway, seguida de GO Transit un mes después. Los servicios de pasajeros pasaron a Via Rail en 1979.

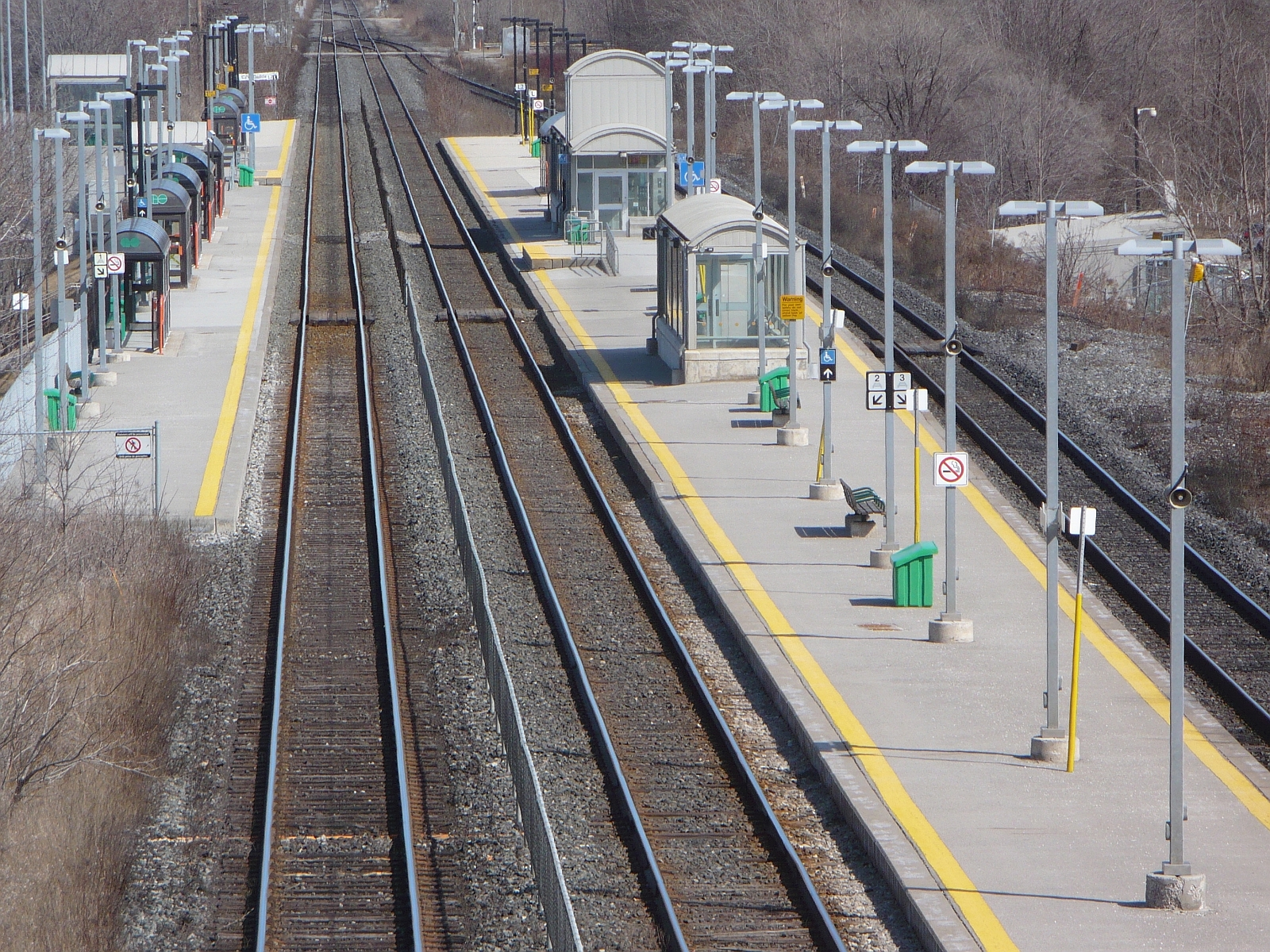
Antiguos andenes de la estación en el 2010.

La estación estaba destinada a proporcionar una conexión fácil con los autobuses del Comité de Tránsito de Toronto a lo largo de la Kingston Road, así como con el estacionamiento de automóviles. Dado que el servicio de trenes de cercanías inicialmente era solo una demostración, el terreno cercano al paso elevado y la parada de autobús no se pudieron adquirir debido al costo. Esto resultó en una caminata bastante larga para los peatones que usaban el transporte local.
La estación ha servido durante mucho tiempo como la estación ferroviaria secundaria de Toronto, brindando una segunda opción para los pasajeros de Via que viajan a través de Toronto junto con la concurrida Union Station de Toronto.
En mayo de 2018, ambas plataformas se cerraron en el extremo oeste para construir más túneles en la plataforma oeste y realizar más mejoras en el edificio de la estación. GO Transit solo abrió los cinco vagones del extremo este de cada tren. La construcción finalizó el 3 de julio de 2019.

## Conexión
La ruta de autobús 86 Scarborough y todas sus sucursales, operadas por el Comité de Tránsito de Toronto (TTC), paran en Kingston Road y Celeste Drive, la intersección más cercana a la estación. La ruta opera entre la estación Kennedy de la Línea 2 Bloor–Danforth y el Zoológico de Toronto. La estación también cuenta con el autobús 12D Kingston Road, una ruta de autobús local que opera solo en horas pico entre la estación Victoria Park en la Línea 2 y la Universidad de Toronto Scarborough, el 905 Eglinton East Express, una ruta de autobús expreso que termina en la Universidad. de Toronto Scarborough y el 986 Scarborough Express, una ruta de autobús expreso que termina en Meadowvale Loop.